# Louw louw
Louw louw is een gebruik dat in de regio Waterland bekend was, en later vooral nog te Edam en Volendam. Kinderen gaan een week voor de kermis langs de deuren in groepjes, soms met een touw dat door alle groepsleden wordt vastgehouden en zingen daarbij het Louw Louw-lied:
```
Louw Louw trekke
De boer die ken verrekke
Louw Louw trek an 't touw
Vandaag over een week is het kerremis
Dan komen de hoge heren
Die komen de kerremis scheren".
```

Net als bij Sint-Maarten wordt eerst een lied gezongen, waarna de kinderen snoep of kleingeld ontvangen. Het Louw Louwen komt volgens de verhalen uit vroeger tijden toen de kermisattracties nog per trekschuit werden vervoerd. Louw trok dus aan het touw van de trekschuit, vandaar de naam.
Ook in Markenbinnen (voorheen Marken-Binnen) houdt dit gebruik anno 2018 nog stand.
In Volendam sleepten de kinderen blikjes aan een touw achter hun fiets, om herrie te maken. In de jaren '70 en '80 waren daar vreugdevuren in zwang, die een steeds grotere omvang aannamen. Door oudere kinderen werden vooraf enorme voorraden afvalhout en autobanden gehamsterd. Onderlinge diefstal kwam daarbij voor. De vuren veroorzaakten veel stankoverlast en lieten grote brandplekken achter in parken en plantsoenen. Daarom zijn de Volendammer louw-louw vuren van gemeentewege verboden in de jaren '80.